# Challenger de Verona 2022
El torneo Internazionali di Tennis Città di Verona 2022 fue un torneo de tenis perteneció al ATP Challenger Tour 2022 en la categoría Challenger 80. Se trató de la 2ª edición; el torneo tuvo lugar en la ciudad de Verona (Italia), desde el 11 de julio hasta el 17 de julio de 2022 sobre pista de tierra batida al aire libre.

## Jugadores participantes del cuadro de individuales
| Favorito | País                  | Jugador          | Rank1 | Posición en el torneo |
| -------- | --------------------- | ---------------- | ----- | --------------------- |
| 1        | Bandera de Argentina  | Pedro Cachín     | 120   | FINAL                 |
| 2        | Bandera de Eslovaquia | Norbert Gombos   | 124   | Cuartos de final      |
| 3        | Bandera de Italia     | Gianluca Mager   | 136   | Primera ronda         |
| 4        | Bandera de Italia     | Franco Agamenone | 143   | Segunda ronda         |
| 5        | Bandera de Italia     | Flavio Cobolli   | 145   | Cuartos de final      |
| 6        | Bandera de Serbia     | Nikola Milojević | 154   | Primera ronda         |
| 7        | Bandera de Francia    | Alexandre Müller | 161   | Segunda ronda         |
| 8        | Bandera de Italia     | Marco Cecchinato | 166   | Semifinales           |

- 1 Se ha tomado en cuenta el ranking del 27 de junio de 2022.

### Otros participantes
Los siguientes jugadores recibieron una invitación (wild card), por lo tanto ingresan directamente al cuadro principal (WC):
- Marco Cecchinato
- Giulio Zeppieri
- Bernard Tomic

Los siguientes jugadores ingresan al cuadro principal tras disputar el cuadro clasificatorio (Q):
- Mattia Bellucci
- Pedro Boscardin Dias
- Raúl Brancaccio
- Matteo Gigante
- Jérôme Kym
- Francesco Maestrelli

## Campeones

### Individual Masculino
- Francesco Maestrelli derrotó en la final a  Pedro Cachín, 3–6, 6–3, 6–0

### Dobles Masculino
- Luis David Martínez /  Andrea Vavassori derrotaron en la final a  Juan Ignacio Galarza /  Tomás Lipovšek Puches, 7–6(4), 3–6, [12–10]